# 斯图尔特·沙普利斯
斯图尔特·沙普利斯（Stewart Sharpless，1926年3月29日—2013年1月19日），美國天文學家，主要研究領域是銀河系結構根本上的研究，並制定了沙普利斯亮星云表。

## 經歷
沙普利斯在葉凱士天文台修讀研究所課程時和另一位當時也是研究生的天文學家唐纳德·愛德華·奧斯特布羅克一起在威廉·威爾遜·摩根之下進行研究。1952年他們發表了藉由推測銀河系內电离氢区和年輕高溫恆星和地球的距離建構的銀河系旋臂結構。沙普利斯並曾經在威尔逊山天文台擔任沃尔特·巴德和愛德文·哈勃的星系攝影助理。
1953年沙普利斯進入美國海軍天文台旗桿市測站任職。他在該天文台使用國家地理學會帕洛馬山天文台巡天的影像對銀河系內的电离氢区進行巡天觀測並編列成目錄。沙普利斯將這項研究編列的電離氫區列表發表，第一版是1953年的142個星雲，第二版和最終版發表於1959年，共收錄了313個星雲（參見沙普利斯亮星云表）。
沙普利斯於2013年逝世。逝世前為羅徹斯特大學物理與天文學系榮譽退休教授。

## 外部連結
- Photographic Sharpless Catalog （页面存档备份，存于）
- Digitized Sky Survey Archive.today的存檔，存档日期2012-12-05
- Stewart Sharpless's home page[永久]